# Strmec nad Dobrno
Strmec nad Dobrno je naselje u slovenskoj Općini Dobrni. Strmec nad Dobrno se nalazi u pokrajini Štajerskoj i statističkoj regiji Savinjskoj. 

## Stanovništvo
Prema popisu stanovništva iz 2002. godine naselje je imalo 120 stanovnika.